# A.S.D. Bacoli Sibilla Flegrea
Società Sportiva Dilettantistica Bacoli Sibilla Flegrea (cho đến năm 2007 là ASD Sibilla El Brazil Cuma) là một câu lạc bộ bóng đá Ý đến từ Bacoli, Campania.

## Lịch sử
Được thành lập vào năm 1925 khi Sibilla Bacoli, câu lạc bộ bắt đầu ở Terza Divisione Campania (hạng đấu thứ tư và cuối cùng của bóng đá Ý trong những năm 1920 và 1930), nơi nó thi đấu với các câu lạc bộ vinh quang như Avellino và Savoia (á quân ở giải hạng nhất Ý năm 1925).
Năm 2001, Sibilla Bacoli sáp nhập với El Brazil Napoli trở thành Sibilla El Brazil Cuma.

### Serie D
Câu lạc bộ đã được thăng hạng lên Serie D vào cuối mùa Eccellenza 2004-05 và đổi tên của nó thành ASD Bacoli Sibilla Flegrea. Kể từ đó, câu lạc bộ đaứng bốn lần thứ hai và một lần thứ ba, bỏ lỡ cơ hội thăng hạng cho Lega Pro Seconda Divisione bốn lần.
Vào cuối mùa giải Serie D 2010-11, đội bóng đã giành quyền tham gia vòng play-off để thăng hạng trong Lega Pro Seconda Divisione.
Trong mùa 201112, đội đã xuống hạng Eccellenza.

## Màu sắc và huy hiệu
Màu sắc của nó là trắng và xanh.